# Micaelamys
Micaelamys is een geslacht van knaagdieren uit de muizen en ratten van de Oude Wereld dat voorkomt in zuidelijk Afrika. Dit geslacht wordt traditioneel als een ondergeslacht van Aethomys geplaatst, maar allerlei recente gegevens tonen aan dat de verwantschap tussen deze twee groepen veel minder nauw is dan werd aangenomen. Volgens genetische analyses zijn de twee zelfs niet nauw verwant: Aethomys wordt als verwant van Grammomys geplaatst, terwijl Micaelamys, afhankelijk van de analyse, met verschillende andere Afrikaanse geslachten clustert. Beide soorten hebben een geschiedenis van veranderende plaatsing in geslachten als Mastomys, Myomys, Praomys, Thallomys, Rattus en zelfs Gerbillus. Er zijn fossielen bekend uit het Laat-Plioceen van Zuid-Afrika (als Aethomys cf. namaquensis) en het Pleistoceen van Namibië (als Micaelamys).
Er zijn twee soorten:
- Micaelamys granti (zuidelijk Zuid-Afrika)
- Micaelamys namaquensis (Oost-Angola tot Zuidoost-Zambia, Zuid-Malawi en Zuid-Afrika)